# Номеллини, Плинио
Плинио Номеллини (итал. Plinio Nomellini; 6 августа 1866, Ливорно, Тоскана — 8 августа 1943, Флоренция) — итальянский художник. 

## Биография
Будущий художник родился в 1866 году в Ливорно. В 1885 году поступил во Флорентийскую академию художеств, где учился у Джованни Фаттори. Его соучениками и друзьями стали художники Телемако Синьорини и Сильвестро Лега. Однако, в отличие от своих друзей и учителя, Номеллини достаточно быстро отошёл от итальянского критического реализма — стиля Маккьяйоли и стал последователем дивизионизма — итальянского аналога французского стиля импрессионизм. 
От этого стиля Номеллини в дальнейшем эволюционировал в сторону символизма, возможно, под влиянием Джакомо Пуччини, с которым был лично знаком. Однако, он не забывал и об интересе к жизни простых людей, характерном для членов движения Маккьяйоли. В 1891 году он выставил в академии Брера картину, вдохновленную недавней забастовкой генуэзских рабочих, а в 1894 году по обвинению в анархизме и сочувствии рабочему движению на некоторое время даже был заключён в тюрьму. 
В начале XX века Номеллини сблизился с итальянским художником британского происхождения Лливелином Ллойдом. В последние годы проживал во Флоренции а также на острове Эльба, где имел мастерскую. Скончался во Флоренции в 1943 году.

## Галерея

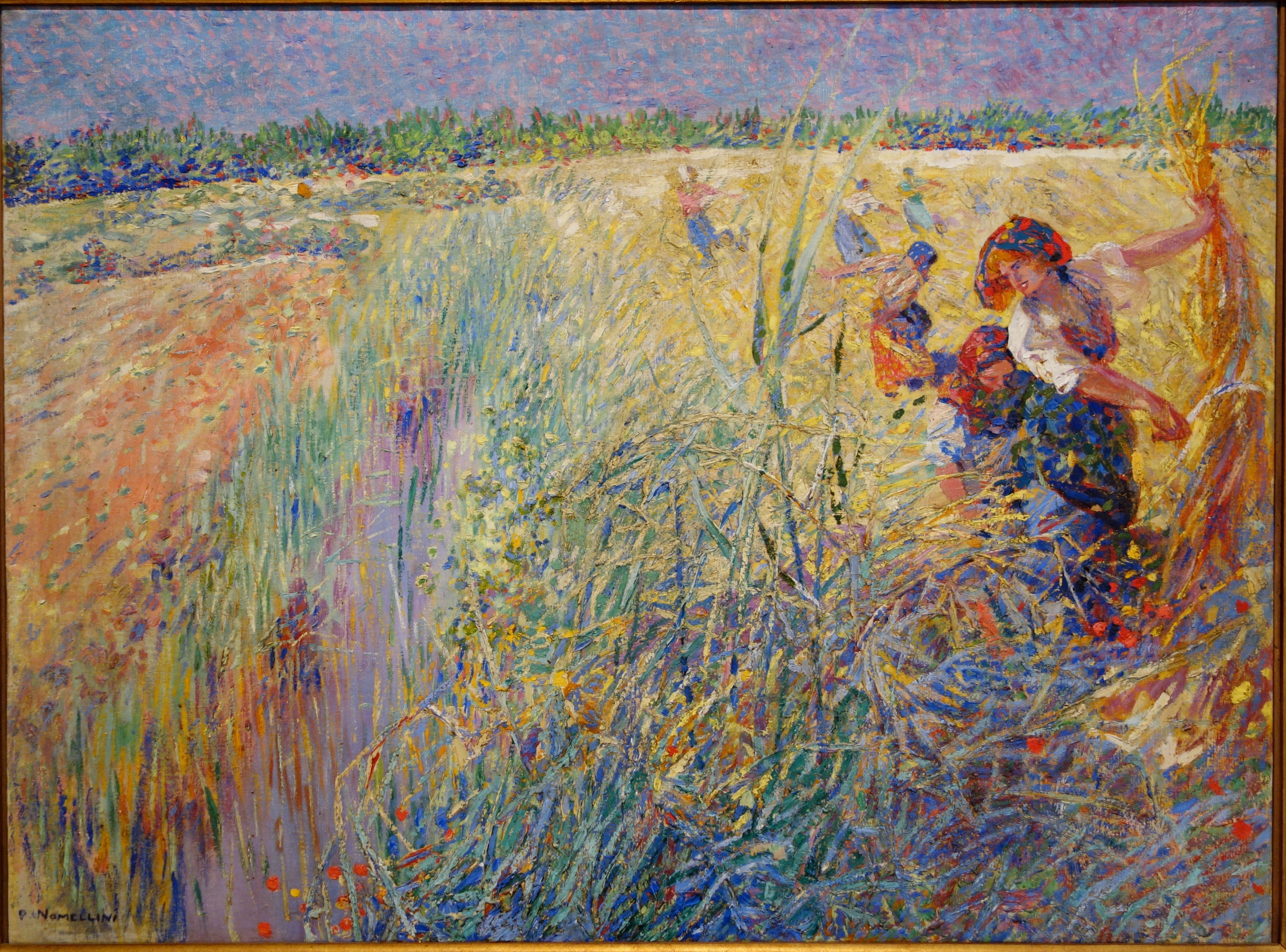
Урожай. Ок. 1910-1915.
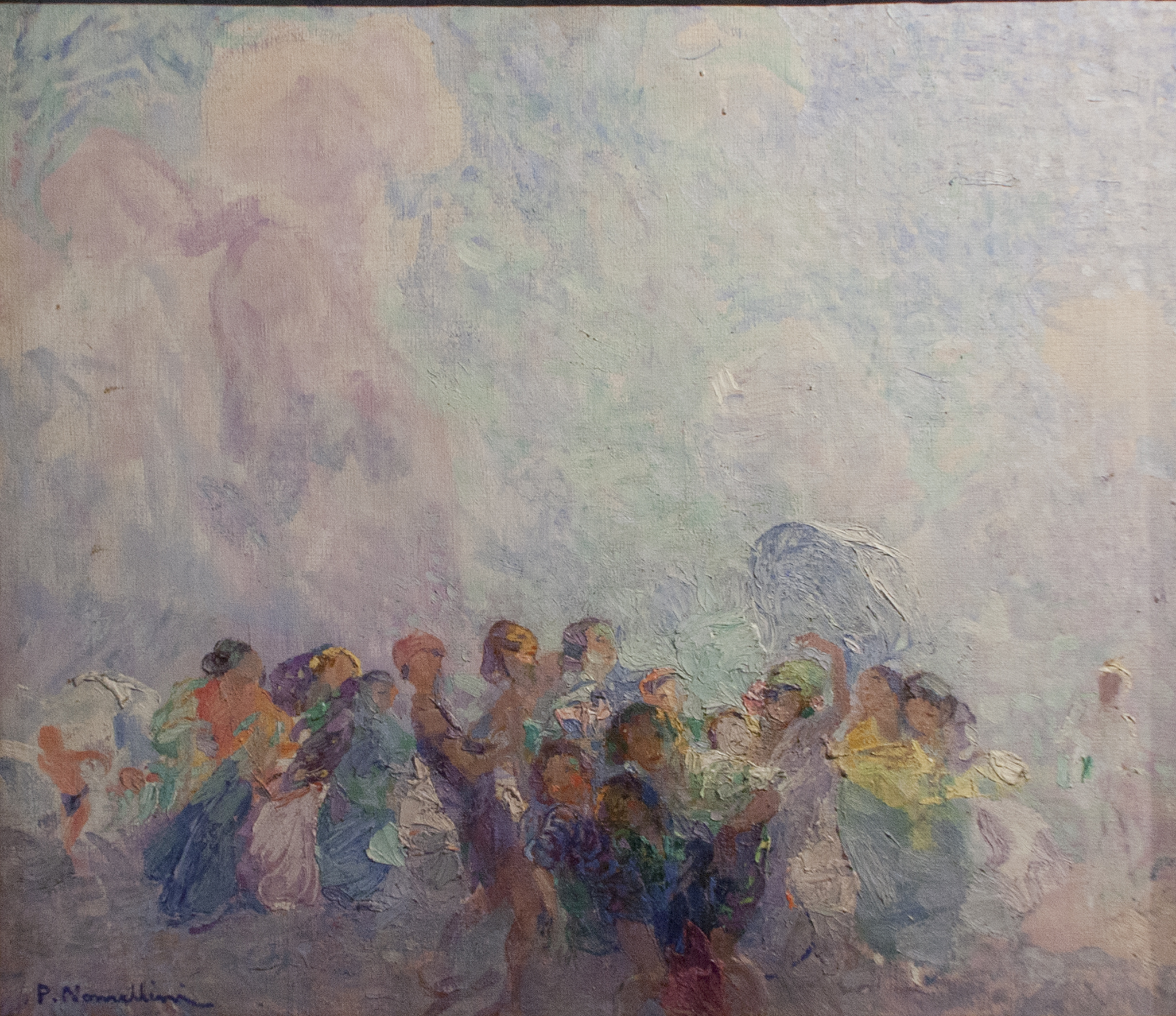
Порыв ветра. Ок. 1920.
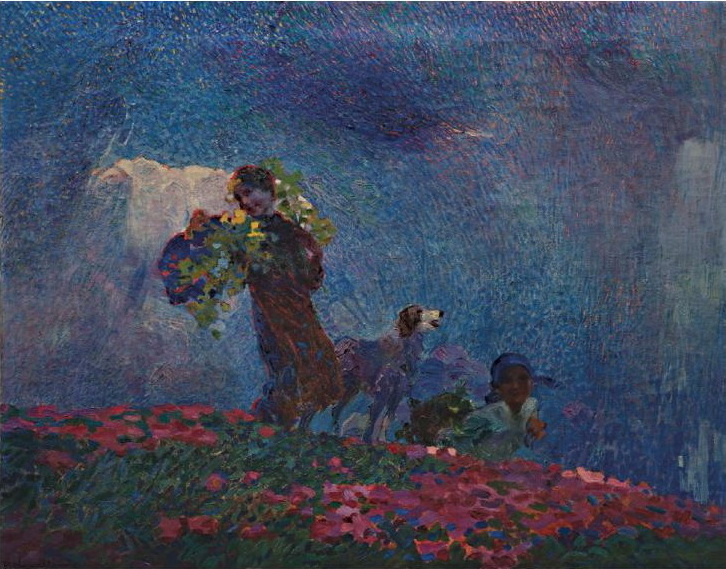
Розовые цветы. Ок. 1920.
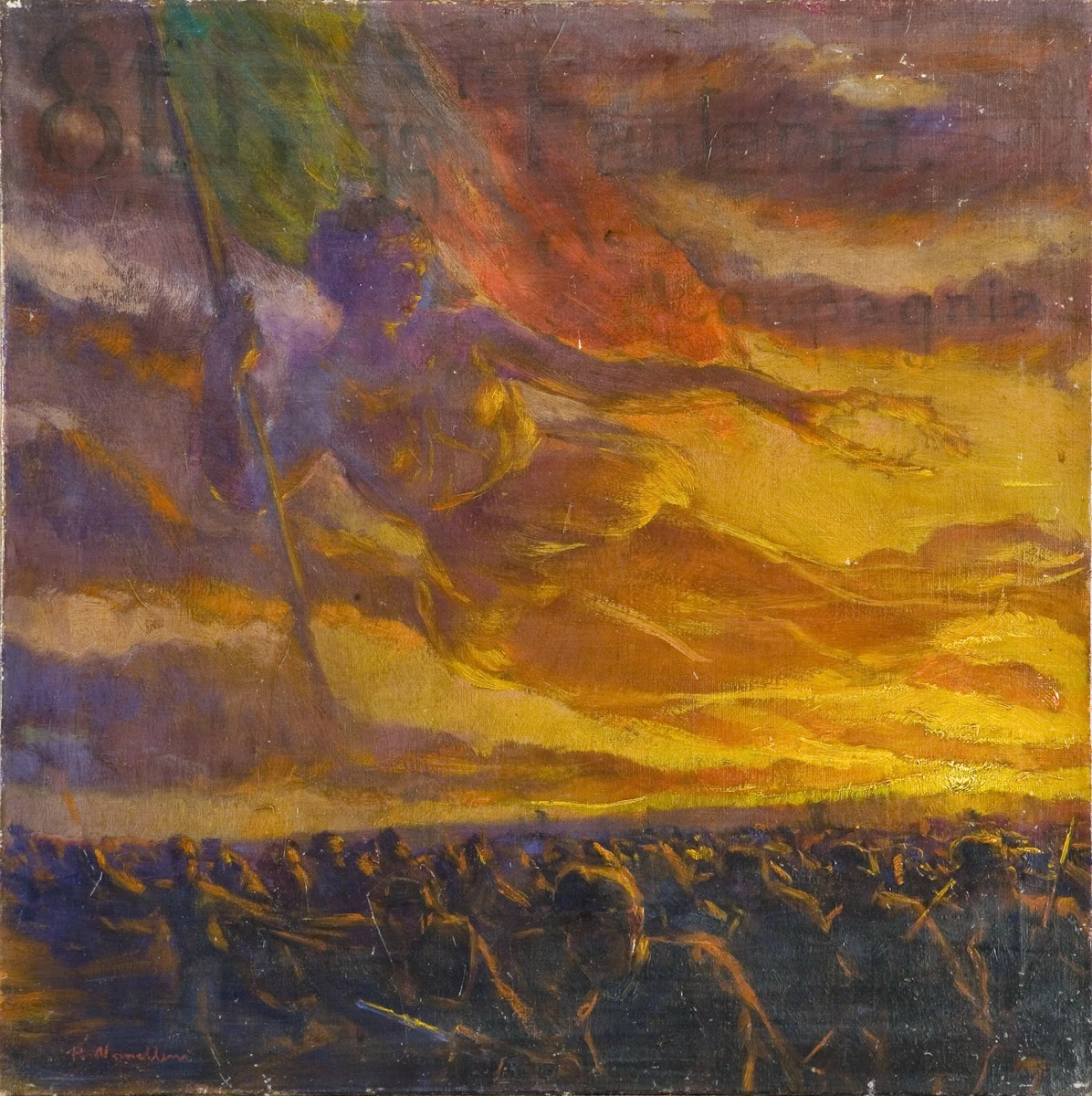
Аллегория Победы. Ок. 1917.
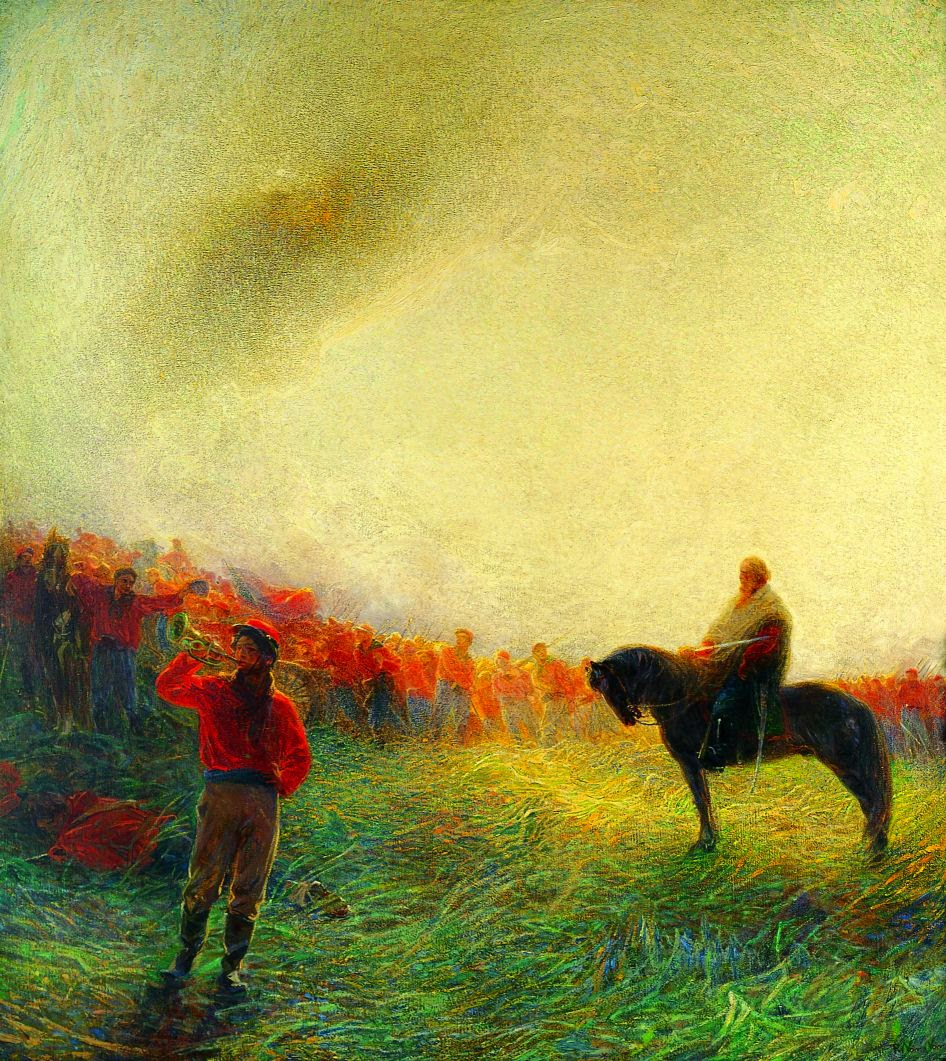
Джузеппе Гарибальди. 1907.
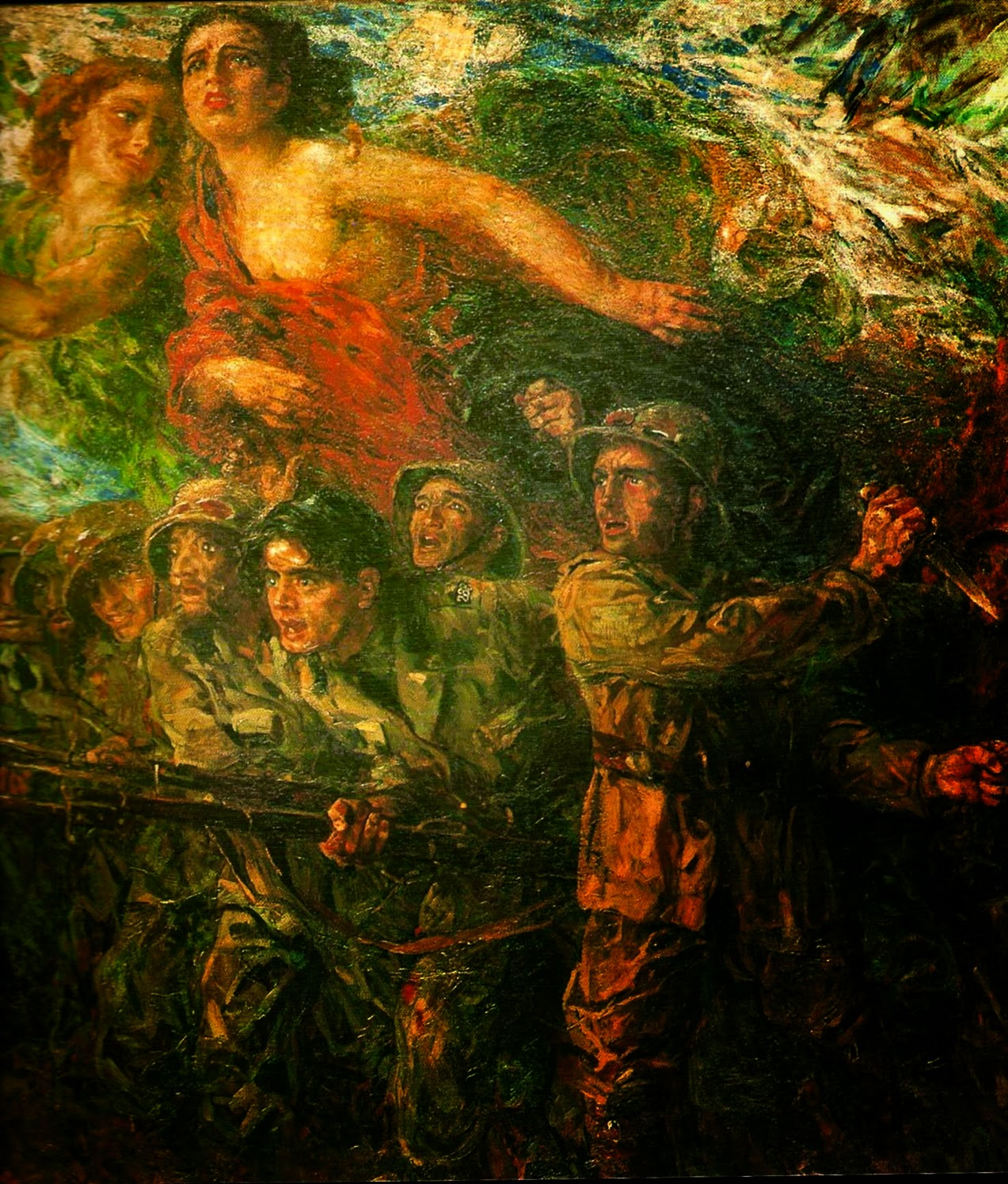
Ливия.
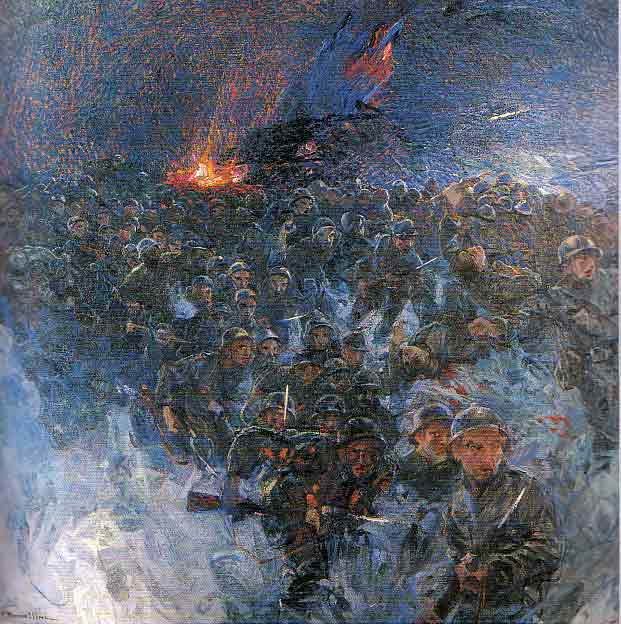
На защиту Италии, 1918.
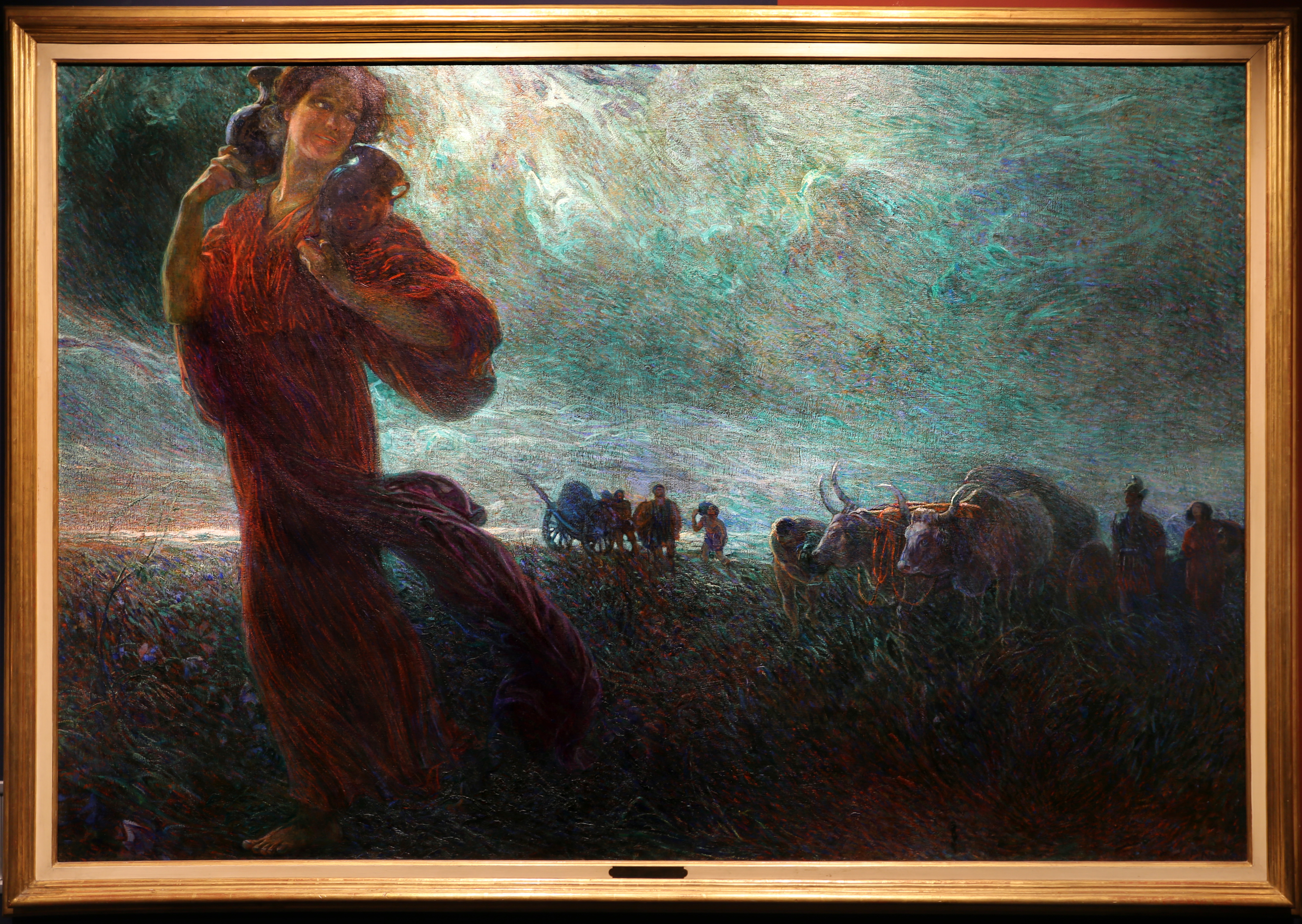
Два кувшина. Ок. 1910.
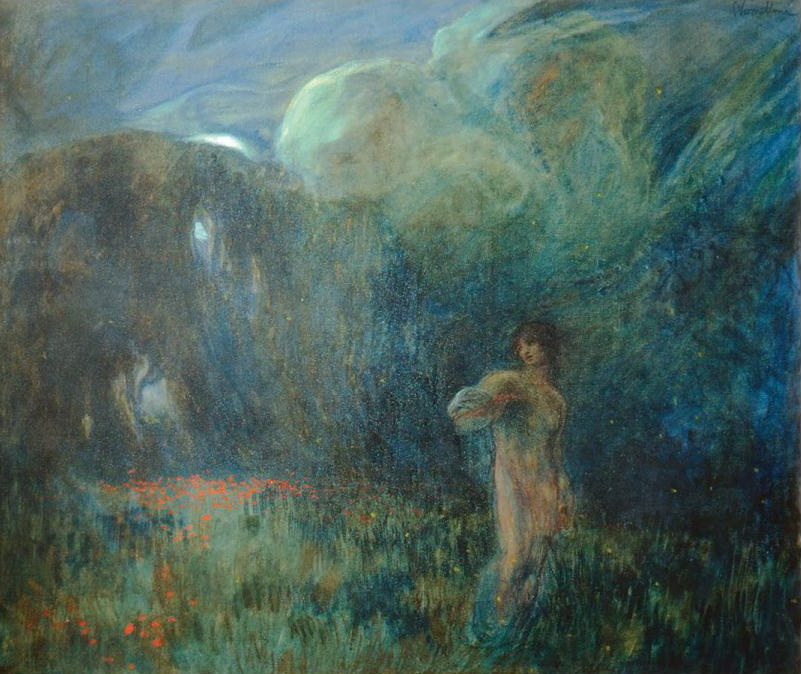
Ноктюрн. Ок. 1905.
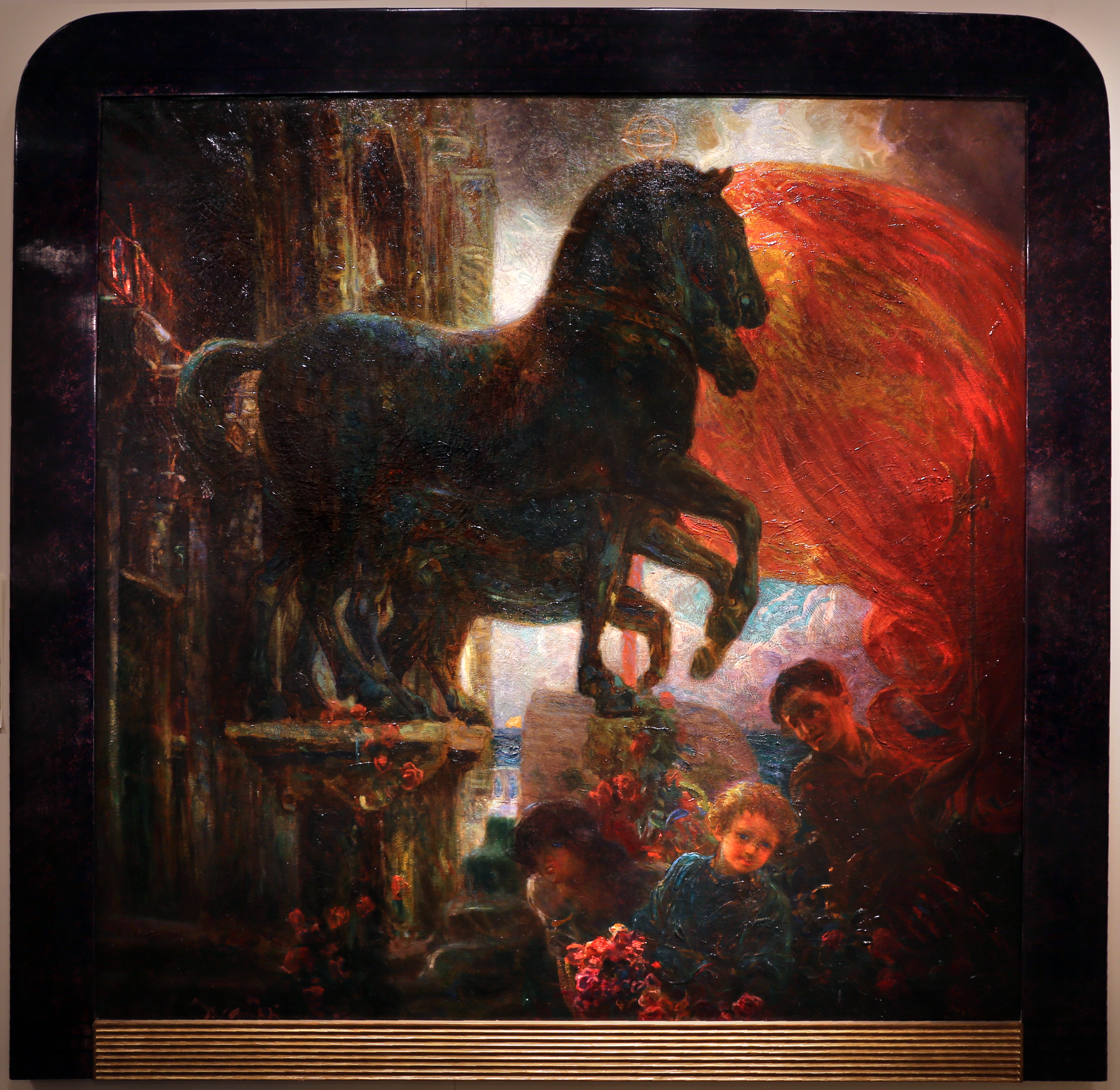
Восход Славы.
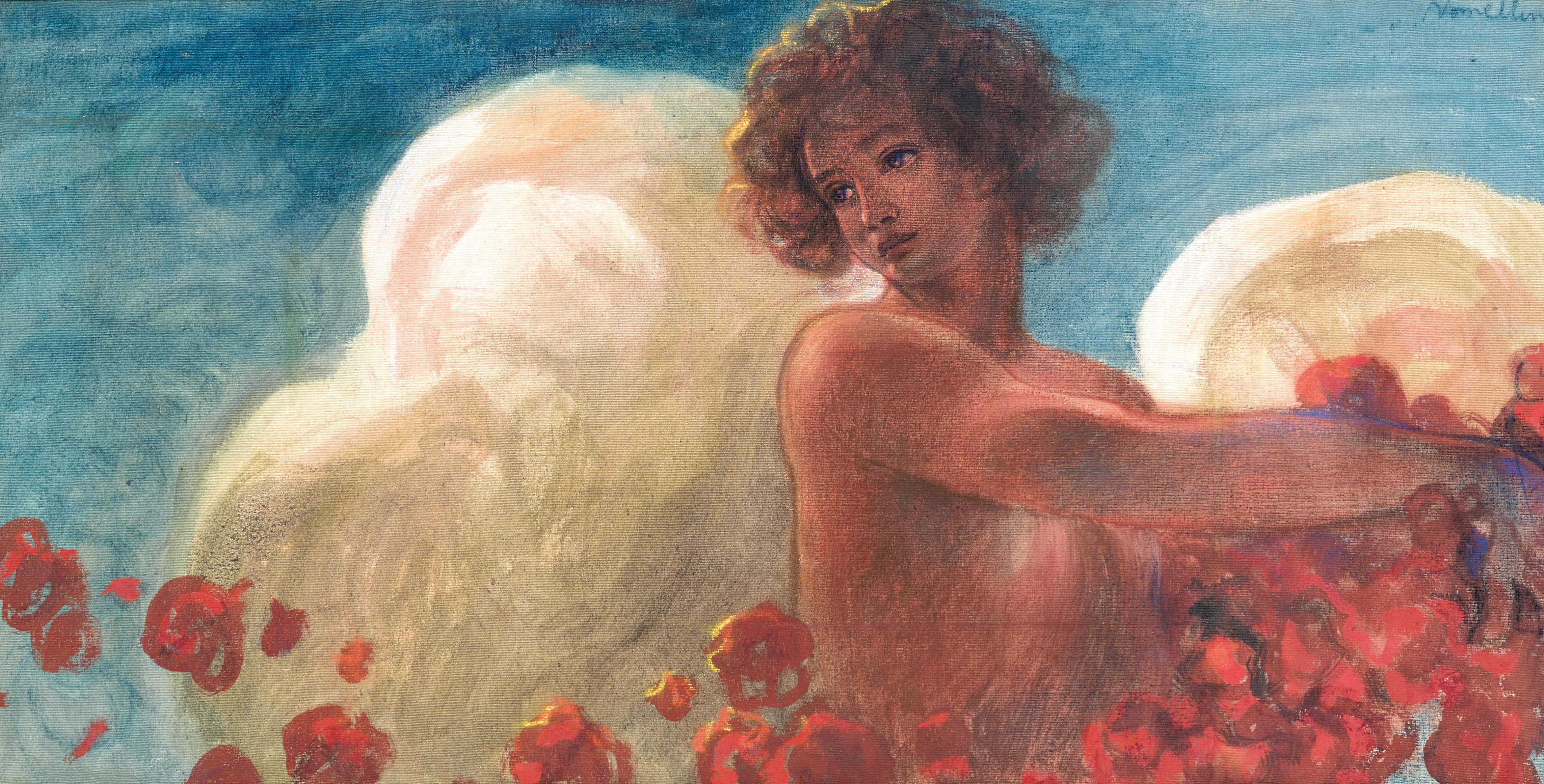
Мечты.
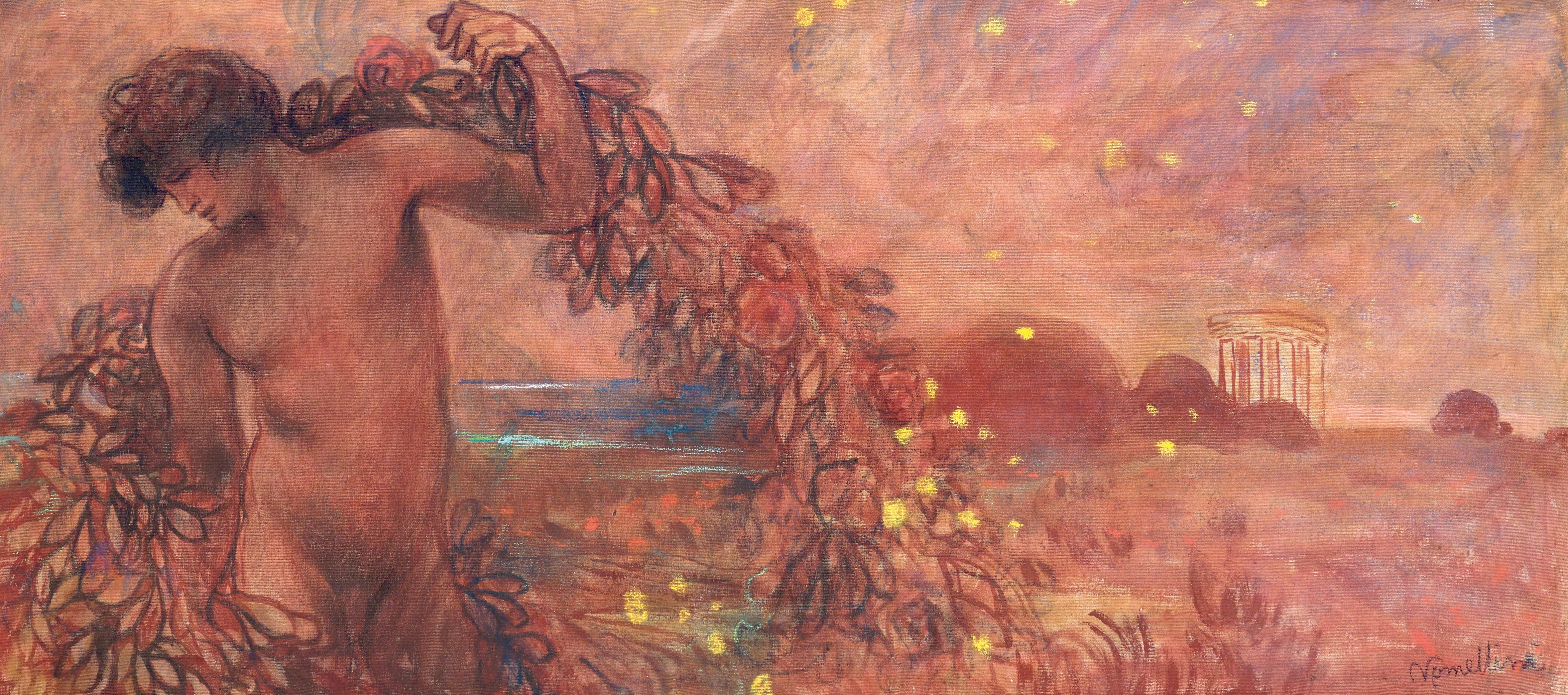
Размышления.
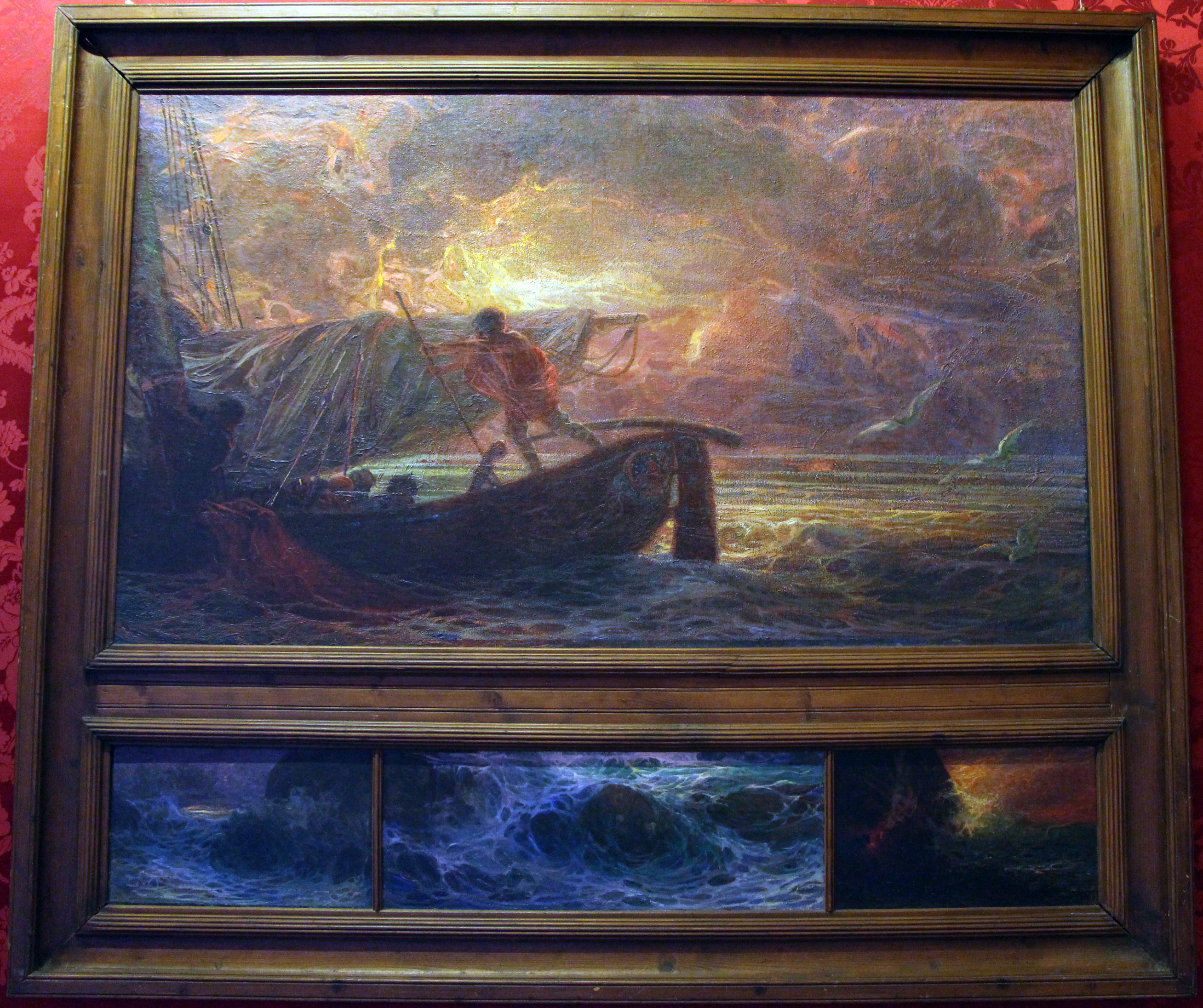
Корсар.
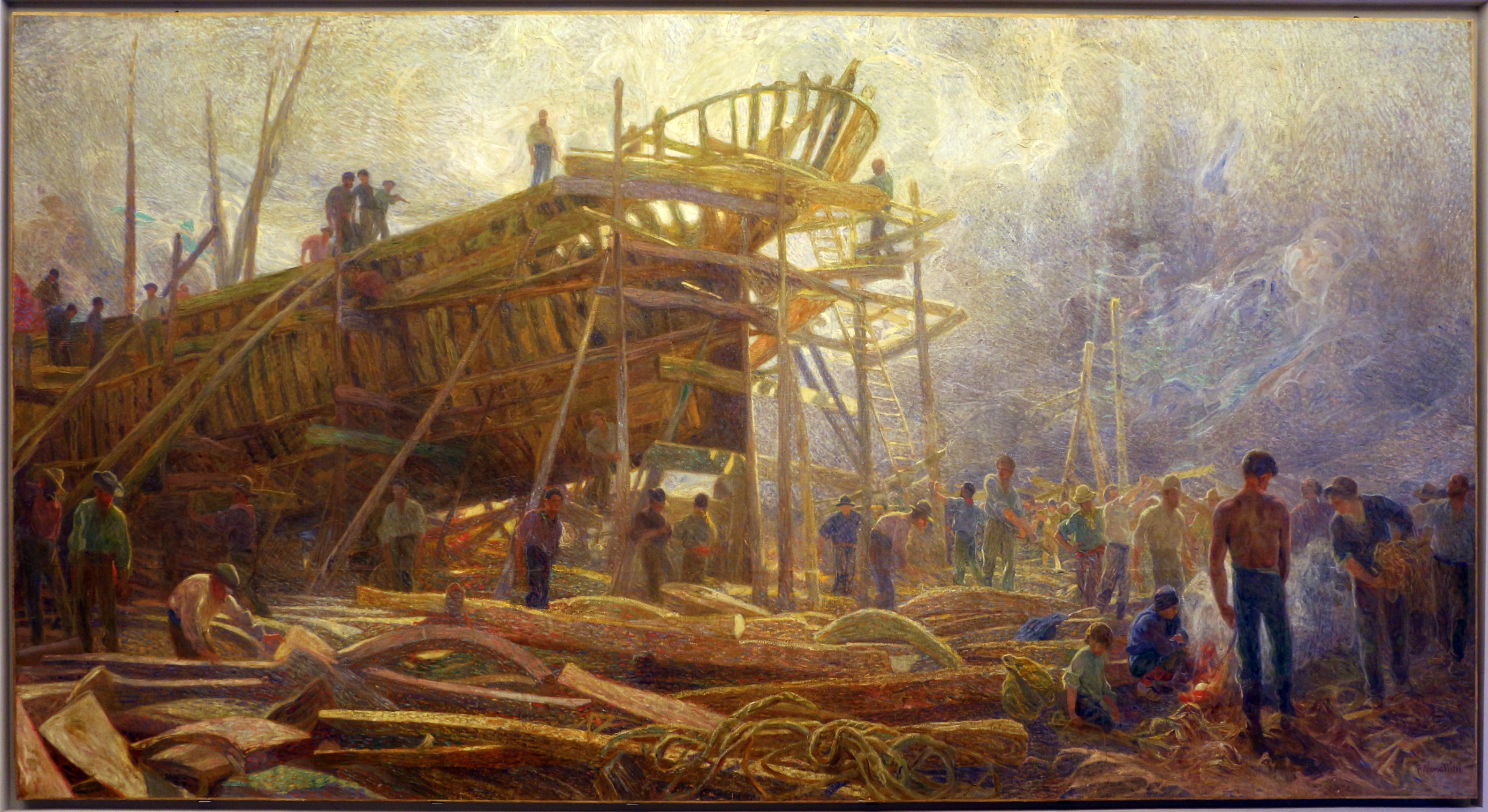
Корабелы, 1909.
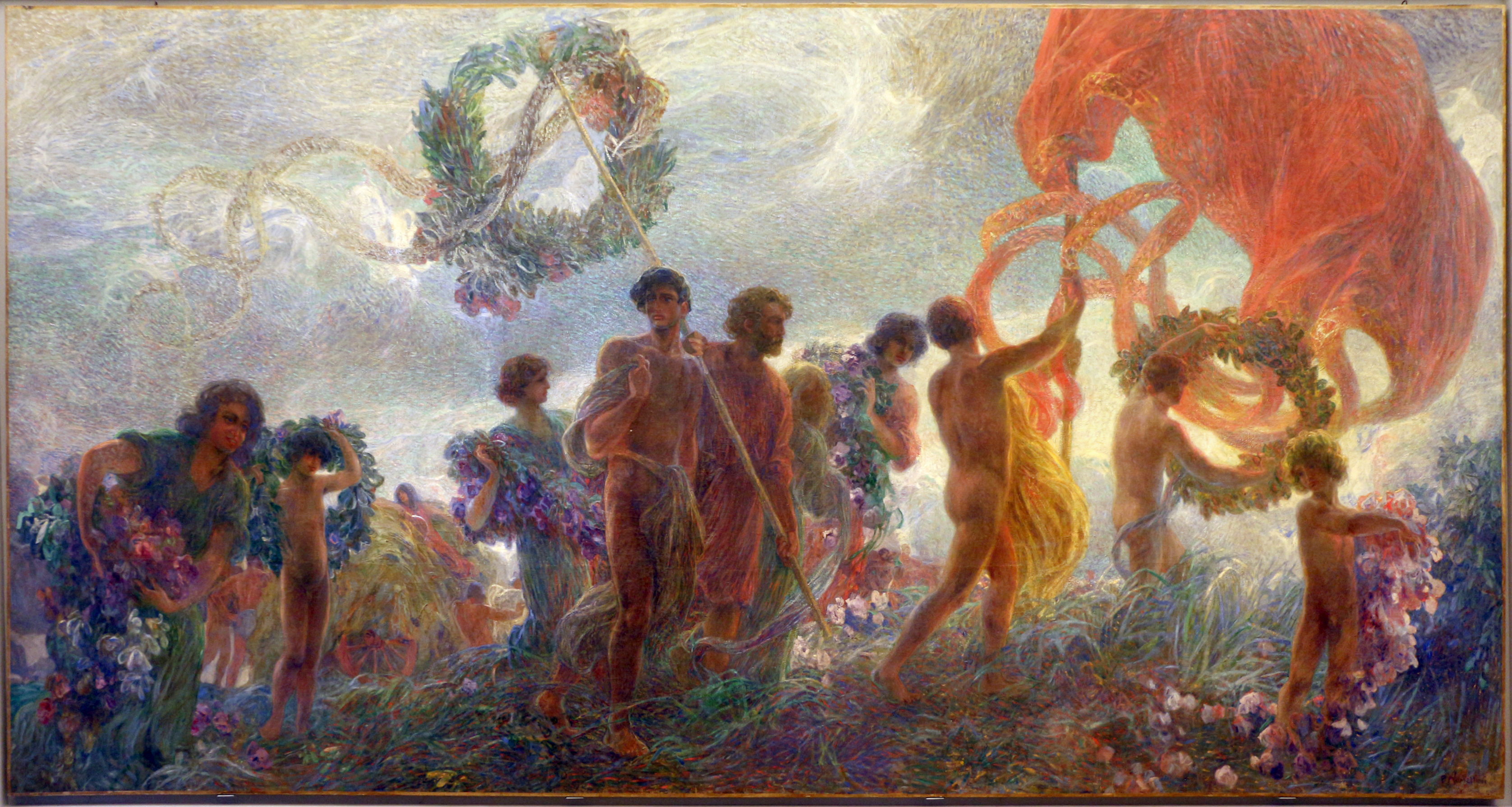
Новые люди, 1909.
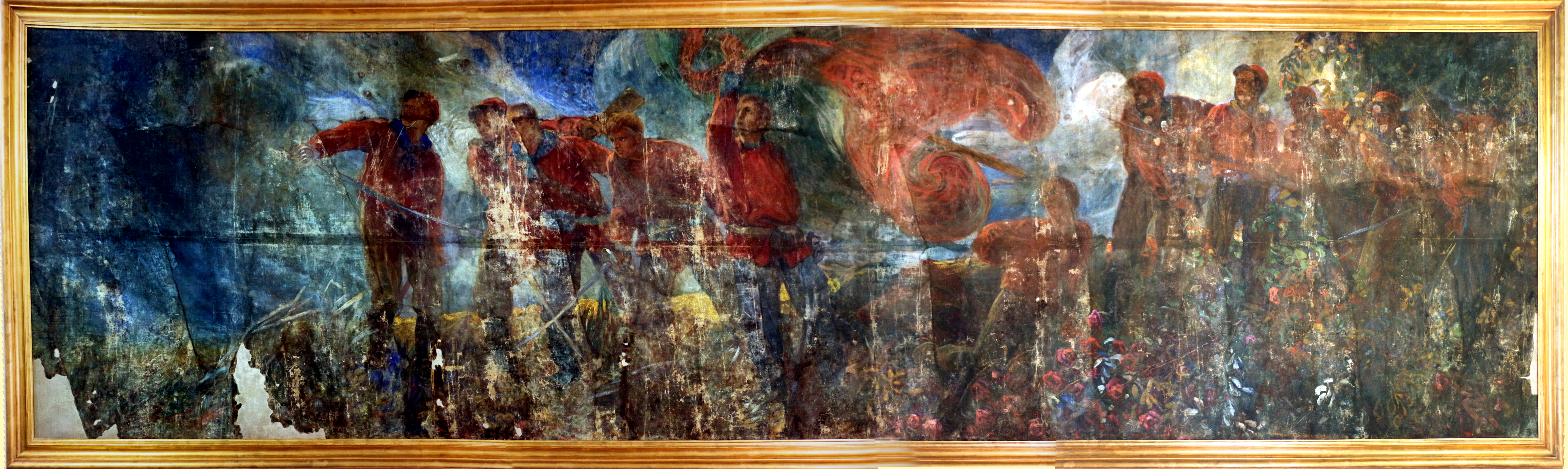
Гарибальдийцы, 1911.